# Мрки шаренац
Мрки шаренац (Melitaea diamina) је дневни лептир из породице шаренаца (Nymphalidae).

## Опис
Сличан је другим ситнијим лептирима овог рода, мада је обично тамнији. Оранж боја на горњој страни крили је често сведена само на тачкице. Поља са доње стране су тамносмеђа, често са видљивим црним тачкама, а дуж руба крила пружа се жута пруга. Распон крила је 34–40 mm.

## Распрострањење
Присутан је у целој Европи изузев Грчке, Албаније, Велике Британије и Португалије. Налази у Србији су великом већином из јужног дела земље.

## Биологија
По правилу се налази на влажним ливадама у планинским областима али локално, није свуда присутан.
Једина генерација лети од последњих дана маја до првих дана августа. У литератури се помињу и друге биљке, али се код нас гусеница храни првенствено одољеном (Valeriana officinalis).

## Галерија
- мужјак
- мужјак одоздо
- женка
- женка одоздо